# Jou (antic municipi)
| \| ← \| 1812 — 1971 \| → \|                      |                    |   |
| Escut d'armes                                    |                    |   |
| Jou dins de la Guingueta d'Àneu                  |                    |   |
| Període històric                                 | Edat Contemporània |   |
| • Creació del municipi (Constitució de Cadis)    | 1812               |   |
| • Annexió de Berrós Jussà, Berrós Sobirà i Dorve |                    |   |
| • Annexió a la Guingueta d'Àneu                  | 1971               |   |
| Altitud                                          | 1.387,8 m          |   |
| Superfície                                       |                    |   |
| • 1971                                           | 22,03 km2          |   |
| • 2011                                           | 22,03 km2          |   |
| Població                                         |                    |   |
| • 2011                                           | 116                |   |
| Densitat                                         | 5,3/km²            |   |
| ←                                                | 1812 — 1971        | → |

Jou era un municipi de la comarca del Pallars Sobirà que va ser incorporat el 1971 al nou terme, creat en aquell moment, de la Guingueta d'Àneu, juntament amb els termes d'Escaló i Unarre. El municipi de Jou fou creat el 1812 a partir de les disposicions de la Constitució de Cadis i es mantingué independent fins a la seva incorporació a la Guingueta d'Àneu. També foren creats el 1812 els ajuntaments de Berrós Jussà, Berrós Sobirà i Dorve, tots ells incorporats a Jou el 1847.

## Escut
L'escut d'armes de Jou perdé vigència el 1971, quan foren agrupats els antics termes d'Escaló, Jou i Unarre en el municipi de nova creació de la Guingueta d'Àneu. El 7 de febrer del 1989, després de 18 anys sense escut normalitzat segons la normativa vigent, el nou municipi adoptà l'escut de la Guingueta d'Àneu. Era un escut de sinople, un jou d'argent.

## Geografia
El terme de Jou era el més petit dels tres municipis units en el nou de la Guingueta d'Àneu. Amb una extensió de 22,03 km², representava quasi una cinquena part del nou terme, de 107,96 km². L'antic terme de Jou ocupa quasi el terç central de l'actual terme de la Guingueta d'Àneu. S'articula a banda i banda de la Noguera Pallaresa. A ponent, la vall del Riu de Jou conté el poble de Jou, a llevant, decantades cap al sud, les valls del Riu de Dorve, amb el poble del mateix nom, i del Riu de Berrós, amb els dos Berrós: Berrós Jussà i Berrós Sobirà, el darrer ara despoblat. Al centre de la vall, a la zona més plana, el nucli de La Guingueta d'Àneu que dona nom a tot el terme municipal.
L'ajuntament de Jou fou creat el 1812, arran de les lleis promulgades a partir de la Constitució de Cadis i la reforma de tot l'estat que s'emprengué, i fou suprimit el 1971, amb la seva incorporació al nou municipi creat aquell any, la Guingueta d'Àneu.
Alcaldes:
- Esteve Badia (1898 - 1899)
- Leopold Soler (1900)

### Perímetre del terme
El terme de Jou limitava al nord-oest amb el d'Esterri d'Àneu, a ponent amb el de Son, al sud-oest amb el d'Espot, al sud amb els d'Espot i Escaló, al sud-est amb el de Llavorsí, a llevant amb el d'Estaon, i al nord-est amb el de Lladorre. Comença aquesta descripció a l'extrem nord-est del terme, al cim de lo Calbo, a 2.290,6 metres d'altitud. En aquest lloc es trobaven els termes d'Unarre, Jou (ara tots dos a la Guingueta d'Àneu) i Estaon (ara, a Vall de Cardós).
El límit amb Estaon (ara, Vall de Cardós) va d'aquest cim, el termenal emprèn cap al sud-est, per la Serra Plana, fins al Pui de Missa, de 2.248,1 metres d'altitud. De nou cap al sud, per la carena que separa la Vall d'Àneu de la Vall de Cardós, segueix un bon tram cap al sud, fins que, al capdavall, torna a girar cap al sud-oest per tal d'adreçar-se al Portarró (1.828,6), el Coll d'Orla (1.831,5) i el Pla d'Arides (1.891,6), on hi havia hagut el poble desaparegut d'Arides, on es troben els termes d'Estaon, Jou i Escaló.
El límit amb Escaló (ara, la Guingueta d'Àneu) va des del Pla d'Arides el termenal s'adreça al nord-oest, fent un arc còncau cap al sud, per girar cap al sud-oest i començar un altre arc, ara còncau cap al nord, seguint una carena, baixa per la Posella del Farto i el Comaniro, a migdia de Boldís Jussà i Boldís Sobirà, i acaba de baixar a la Noguera Pallaresa per Nogueres, fins a la Presa de la Torrassa, a l'extrem meridional del Pantà de la Torrassa, on es trobaven els termes de Jou, Escaló i Espot.
El llarg termenal entre Jou i Espot, ara amb la Guingueta d'Àneu, arrencava del punt anteriorment descrit cap al nord-nord-oest seguint la llera de la Noguera Pallaresa un bon tros aigües amunt. Arriba a envistes de la Guingueta d'Àneu, fins al pont situat a llevant del Prat d'Arnaldo. Per tant, passa pel bell mig del Pantà de la Torrassa. En aquest indret, el termenal se separa del riu cap al sud-oest travessant el Prat d'Arnaldo, i anant a cercar la vora esquerra del Barranc de Vellendo, que ressegueix un tros, per enfilar-se sempre cap al sud-oest. Parteix pel mig el Bosc de Vellendo fins a atènyer la carena contrafort sud-oriental del Pic de Boliera, de 1.934,1 metres d'altitud.
Un cop en aquesta carena, ja no la deixa: passa pel Pic de Boliera, en direcció nord-oest, segueix la carena del Serrat de Sant Jaume, fins que assoleix el Pic de Quartiules, on ha començat aquesta descripció.
Des del punt anterior el termenal amb Esterri d'Àneu segueix cap al nord-est, seguint una carena travessa el Bosc de Gargaredo, la Palomera i gira cap a l'oest uns 400 metres fins a arribar Barranc de Rose, deixant al nord-oest una estreta llenca del terme municipal d'Esterri d'Àneu. Al Barranc de Rose, el termenal segueix aquest curs aigües avall fins al nord dels Camps de Salito, on gira en angle recte cap al sud, per, en poc tros, tornar a fer dos angles rectes i acabar de sortir cap al sud-est. Així, passa a ponent de la Borda de Salito, fins a arribar a llevant del quilòmetre 157 de la carretera C-28, a la cua de l'embassament que forma en aquell lloc el riu, a prop i al nord de la Guingueta d'Àneu. En aquell lloc, el termenal forma una punxa cap al sud, i torna a marxar cap al nord, ara per la Noguera Pallaresa, fins que al cap de pocs metres, a la mateixa llera del riu, troba el punt de trobada dels termenals de Jou, Esterri d'Àneu i Unarre.

### Entitats de població
| Entitat de població | Habitants (2011) |
| ------------------- | ---------------- |
| Berrós Jussà        | 27               |
| Berrós Sobirà       | 0                |
| Dorve               | 10               |
| La Guingueta d'Àneu | 59               |
| Jou                 | 20               |
| Font: Idescat       |                  |

### Demografia
En el cens del 1857 Jou apareix amb 443 habitants i 78 cèdules personals inscrites, repartides de la manera següent: Berrós Josa, 94 habitants i 16 cèdules; Berrós Subirá, 52 i 10; Dorbe, 88 i 20, i Jou, 209 i 32.